# Typodryas brunnicollis
Typodryas brunnicollis är en skalbaggsart som beskrevs av Fernando Chiang och Wu 1987. Typodryas brunnicollis ingår i släktet Typodryas och familjen långhorningar. Inga underarter finns listade i Catalogue of Life.